# Chiesa di San Vigilio (Ton)
La chiesa di San Vigilio è una sussidiaria di Vigo di Ton, in Trentino. Fa parte della zona pastorale delle Valli del Noce e risale probabilmente al XIV secolo, anche se la tradizione locale ritiene sia stata fondata da san Vigilio, verso la fine del IV secolo.

## Storia
La tradizione riporta che fu fondata da san Vigilio, non è strano che questa idea fosse radicata visto che da lì passava la strada romana nelle vicinanze di Castel San Pietro e probabilmente il vescovo di Trento dovette transitare in seguito al martirio dei santi Sisinnio, Martirio e Alessandro del 397.
Simone Weber riporta che la chiesetta di San Vigilio è ricordata per la prima volta all’interno di atti notarili del 1382, tuttavia egli non cita il documento. La prima attestazione certa risale al 10 luglio 1391, quando il vescovo Gregorio, suffraganeo del principe-vescovo Giorgio di Liechtenstein, concesse quaranta giorni di indulgenza ai fedeli che avessero visitato l’edificio sacro in determinate festività.
I signori di Castel Thun avevano fondato nel 1440 un legato di due messe settimanali, che divenne poi di sei messe all'anno. Nella prima metà del XVII secolo la chiesa conservava l'eucarestia e il fonte battesimale, nonostante la chiesa pievana fosse quella di Chiesa di Santa Maria Assunta, i visitatori allora chiesero esplicitamente di riportarli nella chiesa parrocchiale appena questa fosse stata definitivamente rinnovata.
Nel 1539 l’edificio minacciava rovina e necessitava di urgenti riparazioni, che però non furono attuate, poiché scoppiò una lite tra i signori di Castel Thun e la comunità di Vigo, che secondo Sigismondo Thun aveva fatto costruire la chiesetta. La controversia non si risolse e la visita pastorale del 1580 trovò la chiesetta in completo abbandono, con il tetto cadente e priva di ogni suppellettile.
Nel XVIII secolo le visite pastorali segnalano lo stato di abbandono dell'edificio, fino ad arrivare alla richiesta di demolizione nel 1766. Nel 1825 si minacciò di interdirla se i conti Thun, patroni della chiesa, non l'avessero restaurata. Alla fine, nel 1853, Matteo Thun rinunciò ad ogni diritto sulla chiesa in favore del comune di Vigo e il tetto fu sistemato.
Nel 1902 il parroco di Vigo di Ton, don Giacinto Vedovelli, riuscì a far ristrutturare l'antica chiesa, ricostruita nel suo originario stile romanico. Venne ornata inoltre dai dipinti murali di fra Giustino. 
Risale al 2011 l'ultimo intervento di restauro dell'immobile: è stato sistemato il manto di copertura della chiesa e della vicina canonica.
Nella chiesa si celebra una volta all'anno la messa serale in occasione della festività di San Vigilio, il 26 giugno.

## Descrizione
La chiesetta si trova a fianco della canonica, a nord-est del paese di Vigo di Ton. 
Presenta facciata a capanna, con portale architravato sormontato da una finestra a lunetta con cornice in pietra calcarea. Sul tetto è presente un piccolo campanile in pietra, con cella campanaria in legno attraversata da aperture centinate e sopra il tettuccio con croce apicale. È presente un'unica campana, acquistata nel 1923.
All'interno, la navata unica è coperta da volta a botte, l'arco santo introduce al presbiterio con volta a botte unghiata elevato di un gradino, concluso dall'abside semicircolare. Il catino absidale è cieco, privo cioè di finestre, invece sulle pareti del presbiterio si aprono due monofore fortemente strombate.
Sulle pareti sono presenti dipinti murali a tempera che riproducono dei drappi appesi, nella zona absidale delle rosette e quelli della volta invece riproducono il cielo stellato: queste decorazioni furono realizzate nel luglio 1903 da fra Giustino da Trento, come attesta l'iscrizione in controfacciata.
L'altare maggiore in legno intagliato conserva la pala risalente alla prima metà del XVII secolo, come si deduce dai santi raffigurati, attribuibile forse a Elia Naurizio, che raffigura San Vigilio che visita un castello. Il santo martire è rappresentato mentre benedice gli abitanti del paese di Vigo di Ton, seguendo così l'idea popolare della fondazione da parte di san Vigilio della chiesa. In alto, sulle nuvole, è raffigurata la Trinità in gloria tra la Madonna, San Filippo Neri (canonizzato nel 1622), una santa monaca, Sant'Isidoro l'agricoltore (anch'egli canonizzato nel 1622), San Gaetano da Thiene (beatificato nel 1629), Sant'Ignazio di Loyola (canonizzato nel 1622), San Francesco, San Carlo Borromeo, con abiti cardinalizi, Santa Caterina d'Alessandria, con la spada simboleggiante il suo martirio e Santa Barbara, con la torre che ricorda il suo imprigionamento (questi ultimi quattro santi sulla nuvola a destra).